# Kiss Lajos-díj
A Kiss Lajos-díj egy tudományos díj, melyet dr. Fehértói Katalin alapított 2005 májusában férje, dr. Kiss Lajos nyelvész akadémikus emlékére. Kiss Lajos (1922-2003) a 20. századi magyar nyelvtudomány kiemelkedő képviselője volt, aki a magyar és a szláv nyelvtudomány számos területét művelte, és elsősorban a nyelvtörténet és a lexikográfia terén ért el kiemelkedő eredményeket. Monográfiáiban és a négyszázat meghaladó számú más publikációjában nemcsak elmélyült szakmai ismeretek, hanem széles körű műveltség, többek között kiterjedt irodalmi tájékozottság és a térképészet iránt érzett vonzalom mutatkozik meg.
Munkásságának központi területét a névkutatás, kiváltképpen a történeti helynévkutatás jelentette.
Fő műve az öt kiadásban megjelent Földrajzi nevek etimológiai szótára, amely hosszú időre mértéket szab a magyar helynév-etimológiai kutatások számára, s emellett fontos szerepet tölt be a helynévkutatás eredményeinek népszerűsítésében is.
Mivel Kiss Lajos Debrecenben született, iskoláit és egyetemi tanulmányait is itt végezte, s egész életében erősen kötődött szülővárosához, továbbá egyetemi oktatóként is a Debreceni Egyetemen kezdte el tudományos pályáját, és kívánsága szerint utolsó nyughelye is Debrecenben van, a díj gondozását Fehértói Katalin a Debreceni Egyetemre, közelebbről a Bölcsészettudományi Kar Magyar Nyelvtudományi Tanszékére bízta. E döntését az is motiválta, hogy ő maga is Debrecenben született, és itt végezte alsó és középfokú tanulmányait. Fehértói Katalin maga is kiváló személynévkutató volt, aki az Árpád-kori magyar személynévtár összeállításával az adott kor forrásaiban fennmaradt személyneveket gyűjtötte össze nagy szakértelemmel.
A Kiss Lajos-díj annak a 40 év alatti hazai vagy külföldi kutatónak ítélhető oda, akinek munkássága a magyar névtörténeti (személy- vagy helynévtörténeti) kutatásokat jelentős új tudományos eredményekkel gazdagította. Az odaítélés alapja lehet kiemelkedő értékű tudományos könyv (monográfia, szótár vagy más mű), illetőleg egyenletesen magas színvonalú publikációkban, tanulmányokban megmutatkozó tudományos pálya.
A díj odaítélése két- vagy háromévenként történik, amiről a díjat odaítélő bizottság egyhangú döntéssel hoz minden esedékes alkalommal határozatot. A díj összege az alapítvány törzstőkéjének, illetőleg a továbbiakban az éves kamataival rendszeresen megnövelt törzstőkének az odaítélést megelőző egy évben számított kamata.
A Kiss Lajos-díj odaítélését az alapítvány kuratóriuma dönti el. Ennek tagjai: 
2019– Rácz Anita, egyetemi docens – a kuratórium elnöke; Hoffmann István, egyetemi tanár; Orosz László – az alapítója képviseletében; Solymosi László, akadémikus; Tóth Valéria, egyetemi tanár
2014–2018. Hoffmann István, egyetemi tanár – a kuratórium elnöke; Orosz László – az alapítója képviseletében; Solymosi László, akadémikus; Tóth Valéria, egyetemi tanár 
2006–2013. Hoffmann István, egyetemi tanár – a kuratórium elnöke; Orosz László – az alapítója képviseletében; Nyirkos István, prof. emeritus; Solymosi László, akadémikus
2005–2006. Fehértói Katalin – a díj alapítója; Hoffmann István, egyetemi docens – a kuratórium elnöke; Nyirkos István, prof. emeritus; Solymosi László, egyetemi tanár  

## A Kiss Lajos-díj kitüntetettjei[2]
- 2006 - Tóth Valéria, Debreceni Egyetem Magyar Nyelvtudományi Tanszék
- 2008 - Rácz Anita, Debreceni Egyetem Magyar Nyelvtudományi Tanszék
- 2010 - Farkas Tamás, Eötvös Loránd Tudományegyetem Magyar Nyelvtörténeti, Szociolingvisztikai, Dialektológiai Tanszék
- 2012 - N. Fodor János, Eötvös Loránd Tudományegyetem Magyar Nyelvtörténeti, Szociolingvisztikai, Dialektológiai Tanszék
- 2014 - Slíz Mariann, Eötvös Loránd Tudományegyetem Magyar Nyelvtörténeti, Szociolingvisztikai, Dialektológiai Tanszék
- 2016 - Póczos Rita, Debreceni Egyetem Magyar Nyelvtudományi Tanszék
- 2018 - Győrffy Erzsébet, Debreceni Egyetem Magyar Nyelvtudományi Tanszék
- 2020 - Bárth János, Eötvös Loránd Tudományegyetem Magyar Nyelvtörténeti, Szociolingvisztikai és Dialektológiai Tanszék
- 2022 - Pelczéder Katalin, Pannon Egyetem MFTK Magyar és Alkalmazott Nyelvtudomány Intézet
- 2024 - Köteles-Szőke Melinda, HUN-REN–DE Magyar Nyelv- és Névtörténeti Kutatócsoport